# Juan Pablo Silveira
Juan Pablo Silveira (Salto, 3 de marzo de 1986) es un exjugador de básquetbol uruguayo. Formado en los Estados Unidos, desarrolló luego una breve carrera como profesional en su país. Representó a Uruguay a nivel internacional.

## Trayectoria
Silveira practicó tenis durante su niñez, cambiándose a básquetbol a los 10 años. Permaneció en la cantera de Salto Uruguay hasta 2002, año en que partió hacia los Estados Unidos para estudiar en la Mount Vernon Academy de Salt Lake City, Utah, y jugar con los Patriots, el equipo de la institución.
En 2004 fue reclutado por la Universidad Estatal de Weber, por lo que se integró a los Wildcats, pasando a competir en la Big Sky Conference de la División I de la NCAA. Jugó la mitad de su temporada como freshman, siendo designado al año siguiente como redshirt, por lo que estuvo ausente de la competición.
En sus últimos dos años en el baloncesto universitario estadounidense llegó a disputar 62 partidos.
Aunque en agosto de 2008 se comprometió con Unión Atlética, Silveira terminó haciendo su debut en la Liga Uruguaya de Básquetbol en enero de 2009 con la camiseta de Hebraica y Macabi. Meses después jugó el Metro con 25 de Agosto, incorporándose luego finalmente a la Unión Atlética.
En marzo de 2010 dio postivo para cocaína en un control antidopaje, por lo que recibió una suspensión de dos años. Sin embargo, al demostrarse en los controles posteriores que no era consumidor de esa droga, fue rehabilitado para volver a las canchas en enero de 2011.
Jugó posteriormente en Defensor Sporting, Olimpia y Trouville, todos clubes de la élite del básquetbol profesional uruguayo. Empero, afectado por las lesiones, no pudo terminar su última temporada como jugador, abandonando poco después el deporte competitivo. 

## Selección nacional
Silveira participó del Campeonato Sudamericano de Baloncesto Sub-21 de 2004.
Con la selección absoluta disputó el Campeonato Sudamericano de Baloncesto de 2008 y el Campeonato FIBA Américas de 2009. También integró el combinado uruguayo que obtuvo la medalla de bronce en los Juegos Panamericanos de 2007 y el que terminó último en los Juegos Panamericanos de 2011. 